# Three Tales
Three Tales (signifiant en français Trois contes) est une œuvre de musique contemporaine et une création multimédia de Steve Reich et de la vidéaste Beryl Korot, qui est aussi sa femme, créée le 12 mai 2002 au festival de Vienne en Autriche.

## Historique
C'est la deuxième collaboration aboutie du couple Reich/Korot, après The Cave composée en 1993. Cette œuvre est en partie le résultat d'une suggestion de Klaus Peter Kehr, directeur du Festival de musique de Vienne qui avait commandité The Cave au couple Reich/Korot, sur l'opportunité d'écrire une pièce sur le XXe siècle. Pour les deux artistes les progrès techniques apparurent comme devant être le thème central de l'œuvre dont le projet d'écriture démarra vers 1994. Les deux premiers contes, s'imposèrent rapidement à Reich et Korot, et ce fut l'annonce du clonage de Dolly en 1997 qui donna matière immédiate à la fin de l'écriture du triptyque. La partie Hindenburg fut donnée de manière individuelle en 1998, puis fut amputée d'une section sur Hitler et l'autodafé de livres que Reich trouvait trop pesante.
Cette œuvre collaborative est difficilement classable. Ce n'est pas exactement un opéra, mais pourrait se rapprocher d'une forme de théâtre musical, avec un support vidéo proche de la performance. C'est surtout une manière de conte philosophique et historique mettant en perspective trois avancées technologiques symboliques du XXe siècle (le dirigeable Hindenburg, en 1937 ; les essais nucléaires américains sur l'atoll de Bikini de 1946 à 1958; et le premier clonage mammifère de la brebis Dolly en 1996) avec trois moments de l'histoire moderne dont les deux premiers sont associés à des conséquences tragiques (la Seconde Guerre mondiale et la Guerre froide). La balance entre le bénéfices et les inconvénients des avancées technologiques est au cœur de Three Tales.
La troisième partie de Three Tales s'articulant autour des avancées technologiques de la biologie moléculaire et du clonage en particulier, est constituée de citations et d'interviews de différents scientifiques et intellectuels prestigieux (cf le chapitre dédié). Parmi ceux-ci, Richard Dawkins, un important éthologiste britannique s'investissant très activement dans la défense de la théorie de l'évolution et du darwinisme et dans la lutte contre le créationnistes dans le monde anglo-saxon en revendiquant un athéisme très actif, s'est élevé a posteriori violemment contre l'utilisation faite par Reich de son interview, se considérant associé de manière injuste et caricaturale à la face noire de la science décrite dans les deux premiers volets de l'œuvre. Reich et Korot ont reconnu leur hostilité à son égard dans cette pièce, critiquant ouvertement son inculture religieuse et ses positions radicales en matière d'athéisme.
La première mondiale fut donnée le 12 mai 2002 lors du Festival de Vienne en Autriche, par l'Ensemble Modern et le chœur Synergy Voices dirigés par Bradley Lubman.
En 2003, Three Tales est finaliste du Prix Pulitzer de musique.
| De gauche à droite : le dirigeable Hindenburg à Lakehurst en 1936 ; l'Opération Crossroads sur l'atoll de Bikini le 25 juillet 1946 ; et la brebis Dolly, premier clonage de mammifère. |  | De gauche à droite : le dirigeable Hindenburg à Lakehurst en 1936 ; l'Opération Crossroads sur l'atoll de Bikini le 25 juillet 1946 ; et la brebis Dolly, premier clonage de mammifère. |  | De gauche à droite : le dirigeable Hindenburg à Lakehurst en 1936 ; l'Opération Crossroads sur l'atoll de Bikini le 25 juillet 1946 ; et la brebis Dolly, premier clonage de mammifère. |
| De gauche à droite : le dirigeable Hindenburg à Lakehurst en 1936 ; l'Opération Crossroads sur l'atoll de Bikini le 25 juillet 1946 ; et la brebis Dolly, premier clonage de mammifère. |  | |  | |

## Structure
Three Tales est composé de trois actes dédiés à chacun des contes :
Acte 1 : Hindenburg (environ 12 minutes)
- Nibelung Zeppelin
- A Very Impressive Thing to See
- I Couldn't Understand It

Acte 2 : Bikini (environ 22 minutes)
- In the Air-1
- The Atoll-1
- On the Ships-1
- In the Air-2
- The Atoll-2
- On the Ships-2
- In the Air-3
- The Atoll-3
- On the Ships-3
- Coda

Acte 3 : Dolly (environ 26 minutes)
- Cloning
- Dolly
- Human Body Machine
- Darwin
- Interlude
- Robots/Cyborgs/Immortality

Cette œuvre est composée pour deux sopranos solo, trois ténors solo, quatre percussionnistes, deux pianos, un quatuor à cordes (deux violons, un alto, un violoncelle), un système d'amplification, et le dispositif multimédia projetant les vidéos de Beryl Korot dont la partition est indissociable. L'exécution de l'œuvre dure environ 60 minutes.
La deuxième partie de Three Tales utilise les enregistrements du discours d'explication du commandant militaire et gouverneur américain de l'atoll, Ben H. Wyatt, aux Bikiniens mis en scène le 6 mars 1946 pour les actualités cinématographiques américaines. La troisième partie de l'œuvre est largement constituée de courts extraits et citations d'entretiens réalisés par Steve Reich et Beryl Korot avec d'éminents scientifiques, chercheurs, journalistes, et théologiens internationaux. Apparaissent dans l'ordre d'exécution de l'œuvre : Ruth Deech, Richard Dawkins, James Watson, Gina Kolatat, Stephen Jay Gould, Jaron Lanier, Sherry Turkle, Rodney Brooks, Steven Pinker, Robert Pollack, Adin Steinsaltz, Kevin Warwick, Joshua Getzler, Ray Kurzweil, Cynthia Breazeal, Bill Joy, Marvin Minsky, Henri Atlan, Herbert Zipper, Michael Ermath, et Freya von Moltke.

## Discographie
- Three Tales par le Steve Reich Ensemble dirigé par Bradley Lubman, Nonesuch Records, 2003. CD et DVD.